# Municipalità di Central Highlands
La municipalità di Central Highlands è una delle 29 local government areas che si trovano in Tasmania, in Australia. Essa si estende su di una superficie di 7.976,4 chilometri quadrati ed ha una popolazione di 2.316 abitanti. La sede del consiglio si trova a Hamilton.